# 艾奧瓦州州旗
愛荷華州州旗的背景類似於法國國旗，反映了該州曾經為法國殖民地的歷史。但和法國國旗不同的是中間的白色條紋較寬。中央的圖像來自於愛荷華州州徽，為一隻叼著藍色緞帶的禿鷹，緞帶上寫著該州格言「珍視自由，保衛權利」（英文：Our liberties we prize and our rights we will maintain），其下方則為紅色的「愛荷華」字樣。
此旗幟於1917年為該州納克許威爾（Knoxville）居民迪克希．康乃爾女士（Mrs. Dixie Cornell）所設計，並於1921年起被正式採用。
|                               |                           |
| 愛荷華州舊版州旗（1912-2018） | 愛荷華州州旗（1921–至今） |